# Bischofskoppe
Die Biskupská kupa (tschech.) bzw. Biskupia Kopa (poln.) (deutsch Bischofskoppe) ist ein Berg im Oppagebirge und mit 890 m die höchste Erhebung der polnischen Woiwodschaft Oppeln. Über den Gipfel verläuft die Staatsgrenze zwischen Polen und Tschechien.

## Lage
Der Berg befindet sich drei Kilometer östlich der Stadt Zlaté Hory (Zuckmantel) rechtsseitig über dem Tal des Zlatý potok. Auf dem Wege liegt die Kapelle des heiligen Rochus mit einem Diorama der Schlacht vom 14. Januar 1779 am Fuße des Berges. An seinem Nordwesthang liegt die Ruine der Burg Leuchtenštejn (Leuchtenstein), zu der vom Gipfel ein Weg führt. Von polnischer Seit führen Wege von Jarnołtówek (Arnoldsdorf) und Pokrzywna (Wildgrund), die zur Gemeinde Głuchołazy (Ziegenhals) gehören, auf den Berg, auf dem sich die  Biskupia-Kopa-Hütte befindet.

## Kaiser-Franz-Josef-Warte
Auf dem Gipfel befindet sich die Kaiser-Franz-Josef-Warte. Der 18 Meter hohe Aussichtsturm ist der älteste Aussichtsturm in den Ostsudeten.
Der Turm wurde 1898 aus Anlass der 50-jährigen Herrschaft Kaiser Franz Joseph I. durch den Mährisch-Schlesischen Sudetengebirgsverein MSSGV, Sektion Zuckmantel erstellt. Davor befand sich an gleicher Stelle ein einfacher Holzturm (gebaut 1890).
Der Turm wurde 1996 renoviert und der Bevölkerung wieder zugänglich gemacht.